# Лісне (Бучанський район)
Лісне́ — село в Україні, у Бучанському районі Київської області. Населення становить 442 осіб. Входить до складу Дмитрівської сільської громади.
Офіційна дата заснування села — 1992 рік, коли населеному пункту було присвоєно найменування село Лісне.
7 грудня 2013 року в день пам'яті великомучениці Катерини митрополит УПЦ КП Переяслав-Хмельницький і Білоцерківський Епіфаній звершив освячення новозбудованого храму на честь Пресвятої Тройці. Колишня назва  — Халаїм
В селі знаходиться база відпочинку «Лісове Ранчо».
Село оточують шість озер, та дуже гарна природа.

## Населення

### Мова
Розподіл населення за рідною мовою за даними перепису 2001 року:
| Мова            | Кількість | Відсоток |
| --------------- | --------- | -------- |
| українська      | 432       | 97.74 %  |
| російська       | 9         | 2.04 %   |
| інші/не вказали | 1         | 0.22 %   |
| Усього          | 442       | 100 %    |